# Henwen Fluctus
L'Henwen Fluctus è una struttura geologica della superficie di Venere.